# Beaumont-en-Diois
Beaumont-en-Diois ist eine französische Gemeinde im Département Drôme in der Region Auvergne-Rhône-Alpes. Sie gehört zum Arrondissement Die und zum Kanton Le Diois. Sie grenzt im Westen an Jonchères, im Nordwesten an Poyols, im Norden an Luc-en-Diois, im Nordosten an Lesches-en-Diois, im Osten an Beaurières (Berührungspunkt), im Südosten an Charens, im Süden an Saint-Dizier-en-Diois und im Südwesten an Bellegarde-en-Diois.

## Bevölkerungsentwicklung

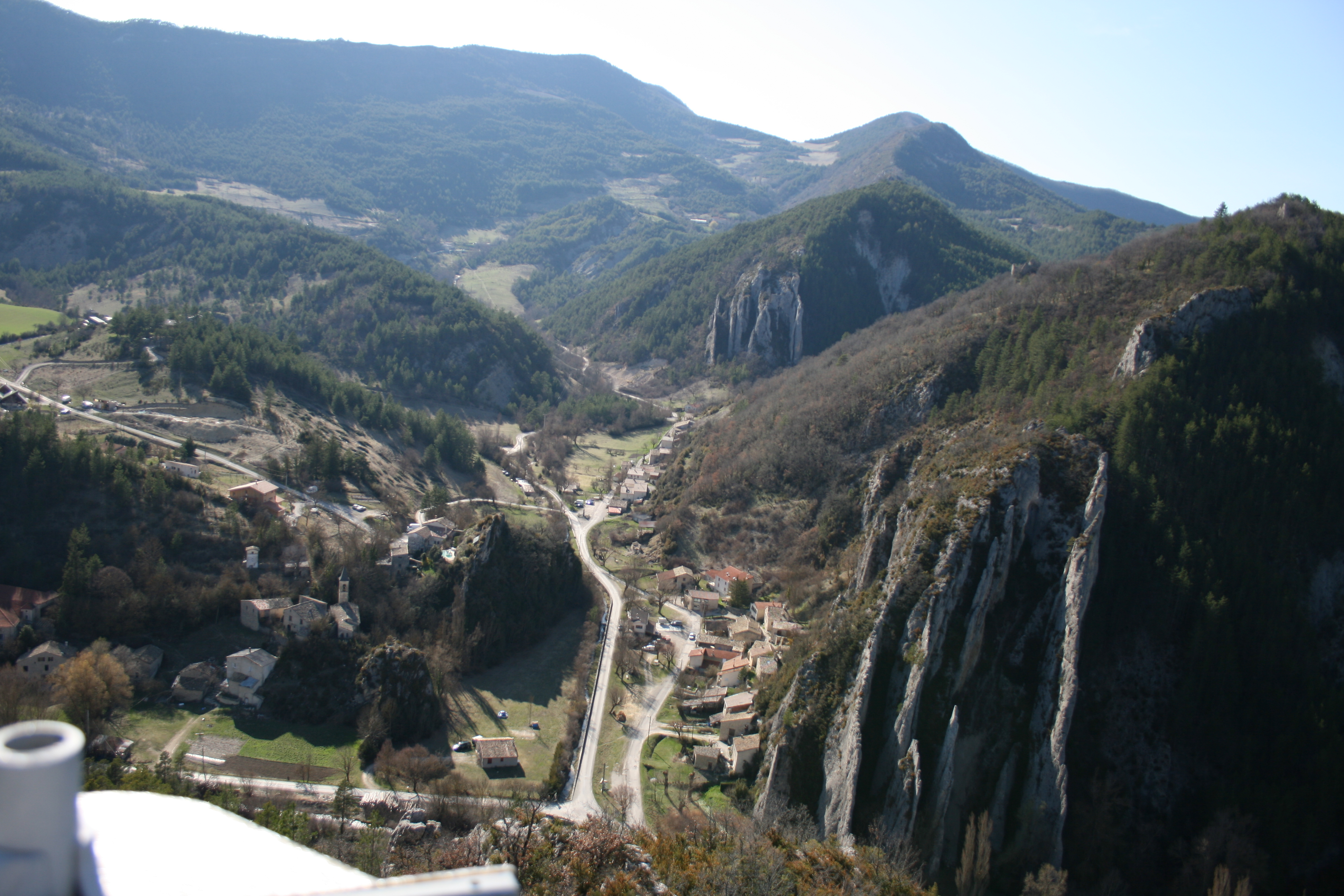
Blick auf Beaumont-en-Diois

| Jahr                       | 1962 | 1968 | 1975 | 1982 | 1990 | 1999 | 2008 | 2016 |
| -------------------------- | ---- | ---- | ---- | ---- | ---- | ---- | ---- | ---- |
| Einwohner                  | 86   | 84   | 61   | 42   | 58   | 75   | 79   | 101  |
| Quellen: Cassini und INSEE |      |      |      |      |      |      |      |      |